# Kémon
IKèmon est l'un des neuf arrondissements de la commune de Ouèssè dans le département des Collines au Bénin.

## Géographie
L'arrondissement de Kémon est situé au nord-ouest du Bénin et compte 3 villages que sont Akpero, Kemon Ado et Kemon Adelahoun.

## Démographie
Selon le recensement de la population de 2013 conduit par l'Institut national de la statistique et de l'analyse économique (INSAE), Kémon compte 10311 habitants  .